# La Vie extraordinaire de Winston Churchill
Pour plus de détails, voir Fiche technique et Distribution.
La Vie extraordinaire de Winston Churchill (The Finest Hours) est un film britannique sur Winston Churchill, sorti en 1964. Le film fut nommé pour l'Oscar du meilleur film documentaire lors de la 37e cérémonie des Oscars.

## Fiche technique
- Titre : La Vie extraordinaire de Winston Churchill
- Titre original : The Finest Hours
- Réalisation : Peter Baylis
- Musique : Ron Grainer
- Pays d'origine : Royaume-Uni
- Genre : documentaire
- Date de sortie : 1964

## Distribution (voix)
- Orson Welles : Narrateur (voix)
- Patrick Wymark : Winston Churchill (voix)
- George Baker : Lord Randolph (voix)
- Faith Brook : Lady Randolph (voix)
- David Healy : Commentateur d'actualité

## Récompense
- National Board of Review: Top Ten Films 1964